# Liste der Baudenkmale in Stuhr
In der Liste der Baudenkmale in Stuhr sind alle Baudenkmale der niedersächsischen Gemeinde Stuhr aufgelistet. Die Quelle der Baudenkmale ist der Denkmalatlas Niedersachsen sowie das Denkmalverzeichnis für Stuhr. Der Stand des Verzeichnisses ist der 1. August 2025.

## Brinkum

### Gruppe: Kirchhof Brinkum
Die Gruppe „Kirchhof Brinkum“ besteht aus dem Kirchhof mit dem Kirchgebäude und dem Kriegerdenkmal. Die Gruppe hat die ID 34628233.

| Lage                                        | Bezeichnung    | Beschreibung | ID       | Bild           |
| ------------------------------------------- | -------------- | --- | -------- | -------------- |
| Bremer Straße 41 53° 0′ 57″ N, 8° 47′ 20″ O | Kirche         | Die evangelische Kirche Zum Heiligen Kreuz wurde 1842 als klassizistische Saalkirche von Ludwig Hellner errichtet. Der Westturm steht unter einem flachen Pyramidendach.                                                                 | 34442488 | Weitere Bilder |
| Bremer Straße 41 53° 0′ 56″ N, 8° 47′ 20″ O | Kirchhof       | Der Kirchhof umgibt die Kirche mit seiner Grünfläche und ist durch eine Backsteinmauer umfriedet. | 34442509 | BW             |
| Bremer Straße 41 53° 0′ 56″ N, 8° 47′ 19″ O | Kriegerdenkmal | Das Kriegerdenkmal ist als Toranlage mit Rundbogendurchgang und Dreiecksgiebel zur Zuwegung zur Heilig-Kreuz-Kirche errichtet. Die Namen der Gefallenen des Ersten Weltkrieges sind unter den Jahreszahlen „1914“ und „1918“ aufgeführt. | 34442509 | BW             |

### Einzeldenkmale
| Lage                                        | Bezeichnung              | Beschreibung | ID       | Bild           |
| ------------------------------------------- | ------------------------ | --- | -------- | -------------- |
| Bremer Straße 15 53° 0′ 49″ N, 8° 47′ 20″ O | Wohnhaus                 | Das zweigeschossige spätklassizistische massive Gebäude wurde 1880 unter einem Walmdach errichtet.                        | 34442425 | BW             |
| Bremer Straße 29 53° 0′ 53″ N, 8° 47′ 19″ O | Wohn-/Wirtschaftsgebäude | Das Zweiständer-Hallenhaus („Haus Lohmann“) wurde 1834 unter einem reetgedeckten Krüppelwalmdach mit Uhlenloch errichtet. | 34442445 |                |
| Bremer Straße 37 53° 0′ 55″ N, 8° 47′ 20″ O | Wohnhaus                 | Das zweigeschossige Backsteingebäude mit Treppengiebel wurde als Pfarrhaus 1880 errichtet.                                | 34442465 | Weitere Bilder |

## Fahrenhorst

### Gruppe: Hofanlage Feiner Straße 10
Die Gruppe „Hofanlage Feiner Straße 10“ wurde im 18. und 19. Jahrhundert in einem umgebenden Eichenwald angelegt. Sie hat die ID 34628250.

| Lage                                         | Bezeichnung              | Beschreibung                                                                 | ID       | Bild |
| -------------------------------------------- | ------------------------ | ---------------------------------------------------------------------------- | -------- | ---- |
| Feiner Straße 10 52° 57′ 23″ N, 8° 43′ 38″ O | Wohn-/Wirtschaftsgebäude | Das Zweiständer-Hallenhaus wurde 1848 unter einem Krüppelwalmdach errichtet. | 34442571 | BW   |
| Feiner Straße 10 52° 57′ 24″ N, 8° 43′ 36″ O | Scheune                  | Die Fachwerkscheune mit Anbau wurde unter einem Satteldach errichtet.        | 43955642 | BW   |
| Feiner Straße 10 52° 57′ 24″ N, 8° 43′ 38″ O | Stall                    | Der massive Backsteinstall steht unter einem Satteldach mit Ladeluke         | 43955681 | BW   |
| Feiner Straße 10 52° 57′ 23″ N, 8° 43′ 37″ O | Backhaus                 | Das eingeschossige Fachwerkgebäude von 1837 steht unter einem Satteldach.    | 43955579 | BW   |

### Einzeldenkmale
| Lage                                         | Bezeichnung              | Beschreibung | ID       | Bild |
| -------------------------------------------- | ------------------------ | --- | -------- | ---- |
| Eulenweg 3 52° 57′ 7″ N, 8° 42′ 49″ O        | Wohn-/Wirtschaftsgebäude | Das Zweiständer-Hallenhaus wurde Mitte des 19. Jahrhunderts unter einem Krüppelwalmdach mit Uhlenloch errichtet.                                | 34442551 | BW   |
| Warwer Straße 6A 52° 56′ 57″ N, 8° 43′ 12″ O | Wohn-/Wirtschaftsgebäude | Das Zweiständer-Hallenhaus wurde 1717 unter einem reetgedeckten Krüppelwalmdach errichtet.                                                      | 34442613 | BW   |
| Warwer Straße 6B 52° 56′ 56″ N, 8° 43′ 11″ O | Wohn-/Wirtschaftsgebäude | Das Fachwerkgebäude unter einem Walmdach wurde 1798 als Häuslingshaus errichtet und 1985 hierher aus dem Landkreis Nienburg/Weser transloziert. | 34443378 | BW   |
| Warwer Straße 15A 52° 57′ 22″ N, 8° 44′ 7″ O | Scheune                  | Die Fachwerkscheune wurde 1804 als Dreiständerhaus unter einem Satteldach errichtet.                                                            | 34442636 | BW   |

## Groß Mackenstedt

### Gruppe: Hofanlage Langer Weg 44
Die Gruppe „Hofanlage Langer Weg 44“ besteht aus der Hofstelle aus dem 18. und 19. Jahrhundert mit einer historischen Pflasterung der Zuwegung, Einfriedung und einem sehr alten Eichenbestand. Die Gruppe hat die ID 34628308.

| Lage                                     | Bezeichnung              | Beschreibung | ID       | Bild |
| ---------------------------------------- | ------------------------ | --- | -------- | ---- |
| Langer Weg 44 52° 58′ 49″ N, 8° 40′ 4″ O | Wohn-/Wirtschaftsgebäude | Das Zweiständer-Hallenhaus wurde 1774 unter einem reetgedeckten Krüppelwalmdach errichtet. Der Wohnteil wurde massiv ersetzt und ein eingeschossiges massives Wohngebäude unter Satteldach Ende des 19. Jahrhunderts angebaut. Ein weiterer Anbau ist ein massiver Stall. | 34442875 | BW   |
| Langer Weg 44 52° 58′ 50″ N, 8° 40′ 6″ O | Scheune                  | 1860 wurde die Fachwerkscheune mit Querdurchfahrt unter einem Satteldach errichtet. | 45792483 | BW   |
| Langer Weg 44 52° 58′ 48″ N, 8° 40′ 6″ O | Stall                    | Der eingeschossige Stall für Schafe wurde als Dreiständergebäude Ende des 19. Jahrhunderts errichtet. | 45792451 | BW   |
| Langer Weg 44 52° 58′ 49″ N, 8° 40′ 4″ O | Backhaus                 | Das eingeschossige Fachwerkgebäude wurde im 19. Jahrhundert unter einem Satteldach errichtet. | 45794668 | BW   |
| Langer Weg 44 52° 58′ 49″ N, 8° 40′ 3″ O | Erdkeller                | Der Erdkeller wurde als Fachwerkgebäude unter einem Satteldach errichtet. | 45794707 | BW   |
| Langer Weg 44 52° 58′ 50″ N, 8° 40′ 5″ O | Nebengebäude             | Das massive Backsteingebäude unter einem Satteldach wurde ab 1988 nicht mehr im Denkmalverzeichnis geführt. | 45792510 | BW   |

### Einzelbaudenkmal
| Lage                                   | Bezeichnung    | Beschreibung | ID       | Bild |
| -------------------------------------- | -------------- | --- | -------- | ---- |
| Am Denkmal 52° 59′ 55″ N, 8° 42′ 17″ O | Kriegerdenkmal | Auf einen mehrstufigen Bruchsteinsockel ist ein Pyramidenstumpf mit einer Adlerplastik für die Gefallenen des Ersten und des Zweiten Weltkrieges | 34442657 |      |

### Ehemaliges Baudenkmal
| Lage                                     | Bezeichnung     | Beschreibung | ID       | Bild |
| ---------------------------------------- | --------------- | --- | -------- | ---- |
| Siekstraße 6 52° 59′ 51″ N, 8° 42′ 14″ O | Empfangsgebäude | Das zweigeschossige Backsteingebäude wurde 1875 bis 1880 für den Bahnhof Groß Mackenstedt errichtet. Wegen der Veränderungen wurde es ab den 1990er Jahren nicht mehr im Denkmalverzeichnis geführt. | 34443401 | BW   |

## Heiligenrode

### Gruppe: Klosterhof St. Marien
Die Gruppe „Klosterhof St. Marien“ besteht aus der früheren Klosteranlage mit der Marienkirche und der Scheune. Die Gruppe hat die ID 34628269.

| Lage                                          | Bezeichnung | Beschreibung | ID       | Bild           |
| --------------------------------------------- | ----------- | --- | -------- | -------------- |
| Auf dem Kloster 3 52° 58′ 59″ N, 8° 42′ 24″ O | Kirche      | Die einschiffige Backsteinkirche wurde im 13. Jahrhundert errichtet und im 15. Jahrhundert umgebaut. Der integrierte Turm endet unter dem Satteldach. Neben der Kirche befindet sich der Rest des Klosterbrunnens. | 34442875 | Weitere Bilder |
| Auf dem Kloster 3 52° 58′ 58″ N, 8° 42′ 24″ O | Scheune     | Die zweigeschossige Fachwerkscheune wurde im 18. Jahrhundert als Pfarrscheune unter einem Krüppelwalmdach errichtet.                                                                                               | 34442832 | Weitere Bilder |

### Gruppe: Wassermühlenanlage Heiligenrode
Die Gruppe „Wassermühlenanlage Heiligenrode“ besteht aus der Klostermühle mit den umgebenden Gebäuden aus dem 18. und 19. Jahrhundert. Ursprünglich bestand wohl schon im 12. Jahrhundert eine Wassermühle. Die Gruppe hat die ID 34628286.

| Lage                                                   | Bezeichnung | Beschreibung | ID       | Bild           |
| ------------------------------------------------------ | ----------- | --- | -------- | -------------- |
| An der Wassermühle 7 52° 58′ 55″ N, 8° 42′ 25″ O       | Mühle       | Die zweigeschossige Backsteinmühle wurde 1843 unter einem Satteldach errichtet. 1936 wurde eine Motorturbine eingebaut. Das Wasserrad und die Mühlsteine sind noch vorhanden. | 34442698 | Weitere Bilder |
| An der Wassermühle 7 52° 58′ 55″ N, 8° 42′ 25″ O       | Wehr        | Der Stau und das Wehr dienen der Nutzung des Klosterbachs für die Mühle | 34443440 | Weitere Bilder |
| An der Wassermühle 5 52° 58′ 56″ N, 8° 42′ 26″ O       | Wohnhaus    | Das eingeschossige massive Wohngebäude wurde 1829 unter einem Krüppelwalmdach mit Zwerchgiebel für den Müller errichtet.                                                      | 34442720 | Weitere Bilder |
| An der Wassermühle 52° 58′ 54″ N, 8° 42′ 24″ O         | Scheune     | Im 18. Jahrhundert wurde die Fachwerkscheune mit Längsdurchfahrt unter einem Krüppelwalmdach errichtet.                                                                       | 34442783 | Weitere Bilder |
| An der Wassermühle 10 52° 58′ 55″ N, 8° 42′ 26″ O      | Backhaus    | Das eingeschossige Fachwerkgebäude wurde um 1817 unter einem Krüppelwalmdach errichtet.                                                                                       | 34442741 | Weitere Bilder |
| An der Wassermühle 10 52° 58′ 55″ N, 8° 42′ 27″ O      | Scheune     | Die Fachwerkscheune wurde um 1750 unter einem Krüppelwalmdach errichtet. | 34442762 | Weitere Bilder |
| An der Wassermühle (K 112) 52° 58′ 55″ N, 8° 42′ 25″ O | Brücke      | Die massive Betonbrücke führt über den Klosterbach. | 34442677 | Weitere Bilder |

### Einzelbaudenkmale
| Lage                                      | Bezeichnung              | Beschreibung | ID       | Bild |
| ----------------------------------------- | ------------------------ | --- | -------- | ---- |
| Heckenweg 2 52° 58′ 54″ N, 8° 42′ 35″ O   | Wohnhaus                 | Das eingeschossige massive Wohngebäude mit Mittelrisalit wurde Ende des 19. Jahrhunderts unter einem Satteldach errichtet. Angebaut wurde eine Remise. | 34442855 | BW   |
| Zollstraße 29 52° 58′ 50″ N, 8° 43′ 10″ O | Wohn-/Wirtschaftsgebäude | 1844 wurde das Hallenhaus unter einem Krüppelwalmdach errichtet. Später wurde das massive Wohnhaus aus Backstein angebaut.                             | 34442921 | BW   |

## Moordeich

### Einzelbaudenkmale
| Lage                                       | Bezeichnung | Beschreibung                                                                                           | ID       | Bild |
| ------------------------------------------ | ----------- | --- | -------- | ---- |
| Barkener Weg 13 53° 0′ 56″ N, 8° 43′ 11″ O | Scheune     | Die 1786 errichtete Fachwerkscheune steht unter einem reetgedeckten Walmdach.                          | 34442945 | BW   |
| Barkener Weg 30 53° 0′ 56″ N, 8° 43′ 20″ O | Scheune     | Die Fachwerkscheune wurde im ausgehenden 18. Jahrhundert unter einem reetgedeckten Walmdach errichtet. | 34442968 | BW   |

## Seckenhausen

### Einzelbaudenkmal
| Lage                                       | Bezeichnung    | Beschreibung                                                                     | ID       | Bild |
| ------------------------------------------ | -------------- | -------------------------------------------------------------------------------- | -------- | ---- |
| Hauptstraße 48 52° 59′ 26″ N, 8° 45′ 31″ O | Kriegerdenkmal | Auf einem Monolith mit Inschrift wird den Toten des Zweiten Weltkrieges gedacht. | 34442988 |      |

## Stuhr

### Gruppe: Kirchhof Stuhr
Die Gruppe „Kirchhof Stuhr“ besteht aus der Pankratiuskirche mit Friedhof, Grabstein und das Haus des Küsters. Die Gruppe hat die ID 34628346.

| Lage                                             | Bezeichnung | Beschreibung | ID       | Bild           |
| ------------------------------------------------ | ----------- | --- | -------- | -------------- |
| Stuhrer Landstraße 140 53° 1′ 42″ N, 8° 45′ 4″ O | Kirche      | Die einschiffige Backsteinkirche St. Pankratius (evangelisch) wurde Ende des 13. Jahrhunderts unter einem Satteldach errichtet. Der Westturm steht unter einem Pyramidendach. | 34443052 | Weitere Bilder |
| Stuhrer Landstraße 140 53° 1′ 42″ N, 8° 45′ 5″ O | Kirchhof    | Der Kirchhof umgibt als Grünfläche die Kirche. Er ist eingefriedet und birgt zahlreiche Grabstellen.                                                                          | 34443074 | Weitere Bilder |
| Stuhrer Landstraße 140 53° 1′ 42″ N, 8° 45′ 4″ O | Grabsteine  | Auf der Südseite der Kirche stehen Grabsteine von 1649, 1653 und 1655 als Steinplatten mit Rundabschluss.                                                                     | 34443095 | Weitere Bilder |
| Stuhrer Landstraße 138 53° 1′ 44″ N, 8° 45′ 3″ O | Wohnhaus    | Das Vierständer-Hallenhaus ist als Backsteingebäude 1849 unter einem Krüppelwalmdach errichtet worden. Das Küsterhaus wird vom Kirchhof umgeben.                              | 34443349 | BW             |

### Einzelbaudenkmale
| Lage                                             | Bezeichnung              | Beschreibung | ID       | Bild |
| ------------------------------------------------ | ------------------------ | --- | -------- | ---- |
| Friedrichstraße 13 53° 0′ 52″ N, 8° 44′ 25″ O    | Wohn-/Wirtschaftsgebäude | 1860 wurde das Backsteingebäude unter einem Krüppelwalmdach errichtet.                                                                                      | 34443008 | BW   |
| Stuhrer Landstraße 31 53° 1′ 41″ N, 8° 45′ 8″ O  | Hofanlage                | Das Zweiständer-Hallenhaus wurde 1788 unter einem reetgedeckten Krüppelwalmdach mit Uhlenloch errichtet.                                                    | 34443031 | BW   |
| Stuhrer Landstraße 142 53° 1′ 41″ N, 8° 45′ 8″ O | Kriegerdenkmal           | Auf einem Podest befindet sich ein Steinquader mit einem Kuppeldach und aufgesetztem Tatzenkreuz, der an die Gefallenen des Ersten Weltkrieges mahnen soll. | 34443116 |      |

## Varrel

### Gruppe: Gut Varrel mit Wassermühle
Die Gruppe „Gut Varrel mit Wassermühle“ besteht aus der Gutsanlage des 17. und 18. Jahrhundert mit weiteren Gebäuden. Das Gut geht auf eine Anlage des 14. Jahrhunderts zurück. Die Gruppe hat die ID 34628364.

| Lage                                      | Bezeichnung | Beschreibung | ID       | Bild           |
| ----------------------------------------- | ----------- | --- | -------- | -------------- |
| An der Graft 4 53° 1′ 53″ N, 8° 42′ 25″ O | Herrenhaus  | Ende des 18. Jahrhunderts wurde das Gutshaus als eingeschossiges Fachwerkgebäude mit einem später beigefügten Zwerchhaus und einem zweigeschossigen Erker unter einem Satteldach errichtet. | 34443136 | Weitere Bilder |
| An der Graft 4 53° 1′ 55″ N, 8° 42′ 24″ O | Scheune     | Anfang des 20. Jahrhunderts wurde die massive Gutsscheune aus Backstein mit zwei Querdurchfahrten unter einem Satteldach errichtet.                                                         | 34443283 | Weitere Bilder |
| An der Graft 4 53° 1′ 54″ N, 8° 42′ 21″ O | Scheune     | Die Fachwerkscheune mit zwei Querdurchfahrten wurde 1688 unter einem Walmdach errichtet und 1985 aus Ganderkesee hierher transloziert.                                                      | 34443307 | Weitere Bilder |
| An der Graft 4 53° 1′ 55″ N, 8° 42′ 25″ O | Mühle       | Die massive zweigeschossige Wassermühle aus Backstein wurde 1904 unter einem Satteldach als Ersatz für die 1903 abgebrannte Mühle errichtet. Der Betrieb wurde 1986 eingestellt.            | 34443164 | Weitere Bilder |
| An der Graft 4 53° 1′ 55″ N, 8° 42′ 26″ O | Wehr        | Das Wehr dient zur Aufstauung der Varreler Bäke für die Mühle. | 34443261 | Weitere Bilder |
| An der Graft 53° 1′ 53″ N, 8° 42′ 18″ O   | Allee       | Zum Gut Varrel ist die Straße An der Graft von Westen und von Süden als Allee aus Eichen und Kastanien gestaltet.                                                                           | 34443191 | Weitere Bilder |

### Einzelbaudenkmal
| Lage                                      | Bezeichnung              | Beschreibung | ID       | Bild |
| ----------------------------------------- | ------------------------ | --- | -------- | ---- |
| Grüne Straße 8 53° 2′ 20″ N, 8° 42′ 28″ O | Wohn-/Wirtschaftsgebäude | Das Zweiständer-Hallenhaus wurde Anfang des 19. Jahrhunderts als Heuerhaus unter einem Krüppelwalmdach (heute: „Rauchhaus Varrel“) errichtet. Der Brunnen auf dem Grundstück wird auf 1795 datiert. | 34443214 | BW   |
| Mühlenweg 4A 53° 1′ 41″ N, 8° 42′ 5″ O    | Wohn-/Wirtschaftsgebäude | 1841 wurde das Zweiständer-Hallenhaus unter einem reetgedeckten Krüppelwalmdach mit Uhlenloch errichtet. Das Reet wurde mittlerweile ersetzt.                                                       | 34443238 | BW   |